# Jemen na Mistrzostwach Świata w Lekkoatletyce 2013
Jemen na Mistrzostwach Świata w Lekkoatletyce 2013 – reprezentacja Jemenu podczas czempionatu w Moskwie liczyła 1 zawodnika.

## Występy reprezentantów Jemenu
| Konkurencja             | Zawodnik                | Runda 1      | Runda 1 | Półfinał | Półfinał | Finał    | Finał   |
| Konkurencja             | Zawodnik                | Rezultat     | Pozycja | Rezultat | Pozycja  | Rezultat | Pozycja |
| ----------------------- | ----------------------- | ------------ | ------- | -------- | -------- | -------- | ------- |
| Bieg na 1500 m mężczyzn | Nabil Muhammad al-Garbi | 3:59,95 (SB) | 34.     | NQ       | NQ       | NQ       | NQ      |